# リーグ・オブ・ジェントルメン (バンド)
リーグ・オブ・ジェントルメン（The League of Gentlemen）は、1980年3月から12月にかけて活動したイングランドのロック・バンドである。1969年から1974年までのキング・クリムゾンでの活動で名を知られたロバート・フリップ（ギター）が、キング・クリムゾンを復活させる前年の1980年に元XTCのバリー・アンドリュース（キーボード）らと結成した。
フリップが1960年代にゴードン・ハスケルらと結成した同名のセミプロ・バンドとは無関係である。

## 概要
1974年9月、フリップはキング・クリムゾンが「存在を停止した」と発表し、引退に入った。そして1976年に復帰してピーター・ガブリエルの初のソロ・アルバムの制作に参加し、1977年にはベルリンでデヴィッド・ボウイのアルバム『英雄夢語り (ヒーローズ)』に参加する一方、ダリル・ホールの初のソロ・アルバム"Sacred Songs"とガブリエルの2作目のソロ・アルバムのプロデューサーを務めた。そして1978年1月、初のソロ・アルバムの制作に着手し、ガブリエル、ブライアン・イーノ、フィル・コリンズ、アンドリュースらの援助を仰いでほぼ一年を費やし、翌1979年にアルバム『エクスポージャー』として発表した。
1980年1月、フリップは2作目のソロ・アルバム『ゴッド・セイヴ・ザ・クィーン』を発表。彼はアルバムの片面"Under Heavy Manners"を『ディスコトロニクス』（Discotronics）と呼んだ。そして3月、『エクスポージャー』に参加したアンドリュース（キーボード）、サラ・リー（ベース）、ジョニー・トゥーバッド（パーカッション）とリーグ・オブ・ジェントルメンを結成した。
彼等は同年12月までの約7か月間に渡ってヨーロッパと北米で広範囲にわたるツアーを行い、クラブや大学で演奏した。アルバム『リーグ・オブ・ジェントルメン』のライナーノーツに詳しく記載されているように、77か所の特定されたツアー日程が行われている。このリストから欠落しているのは、イングランドのドーセットにあるウィンボーン・ミンスター近くのキングストン・レイシーの郊外にあった14世紀のハンティング・ロッジで2月24日から27日までの日程で行われた4回のギグである。これらは4月10日にバースのモールで行われた初の「公式」ギグよりも前のもので、おそらくウォームアップである。後期にはケヴィン・ウィルキンソンがトゥーバッドにとって代わった。
1981年2月、アルバム"The League of Gentlemen"をフリップ名義で発表。
フリップは自分達を「ニュー・ウェイヴ・インストゥルメンタル・ダンス・バンドを巡る第2師団」と呼んだ。『The Trouser Press Record Guide』は彼等の音楽を典型的な「フリップとアンドリューズがホーンをロックする単純な中速から速さのあるバックビートを取り、旋律の発達がゆっくり、確実に、少しずつ出現している」と説明している。『Trouser Press』も示唆しているように、リーグ・オブ・ジェントルメンのダンス志向のロックへの進出は、フリップが1981年に誕生させた新しいキング・クリムゾンの前兆となった。

## アルバム『リーグ・オブ・ジェントルメン』の参加メンバー
- ロバート・フリップ (Robert Fripp) - ギター
- サラ・リー (Sara Lee) - ベース
- バリー・アンドリューズ (Barry Andrews) - オルガン
- ケヴィン・ウィルキンソン (Kevin Wilkinson) - ドラム (「Heptaparaparshinokh」「Dislocated」以外)
- ジョニー・トゥーバッド (Johnny Toobad) - ドラム (「Heptaparaparshinokh」「Dislocated」)
- ダニエル・ダックス (Danielle Dax) - ボーカル (「Minor Man」)、歌詞 (「Hamsprachtmuzic」) ※彼女はアルバムのカバー・アートワークも提供した

## ディスコグラフィ

### スタジオ・アルバム
- 『リーグ・オブ・ジェントルメン』 - The League of Gentlemen (1981年、EG/Polydor) ※ロバート・フリップ名義

### ライブ・アルバム
- 『スラング・スラング・ゴジンブルクス』 - Thrang Thrang Gozinbulx (1996年、Discipline Records) ※サブタイトルは「Official Bootleg Live in 1980」

### コンピレーション・アルバム
- 『ゴッド・セイブ・ザ・キング』 - God Save the King (1985年、Editions EG)